# 1733 en architecture
| Années de l'architecture : 1730 - 1731 - 1732 - 1733 - 1734 - 1735 - 1736    |
| Décennies de l'architecture : 1700 - 1710 - 1720 - 1730 - 1740 - 1750 - 1760 |

Cet article présente les faits marquants de l'année 1733 en architecture.

## Réalisations
- Théâtre Reduta à Brno, aujourd'hui le plus ancien théâtre d'Europe centrale.

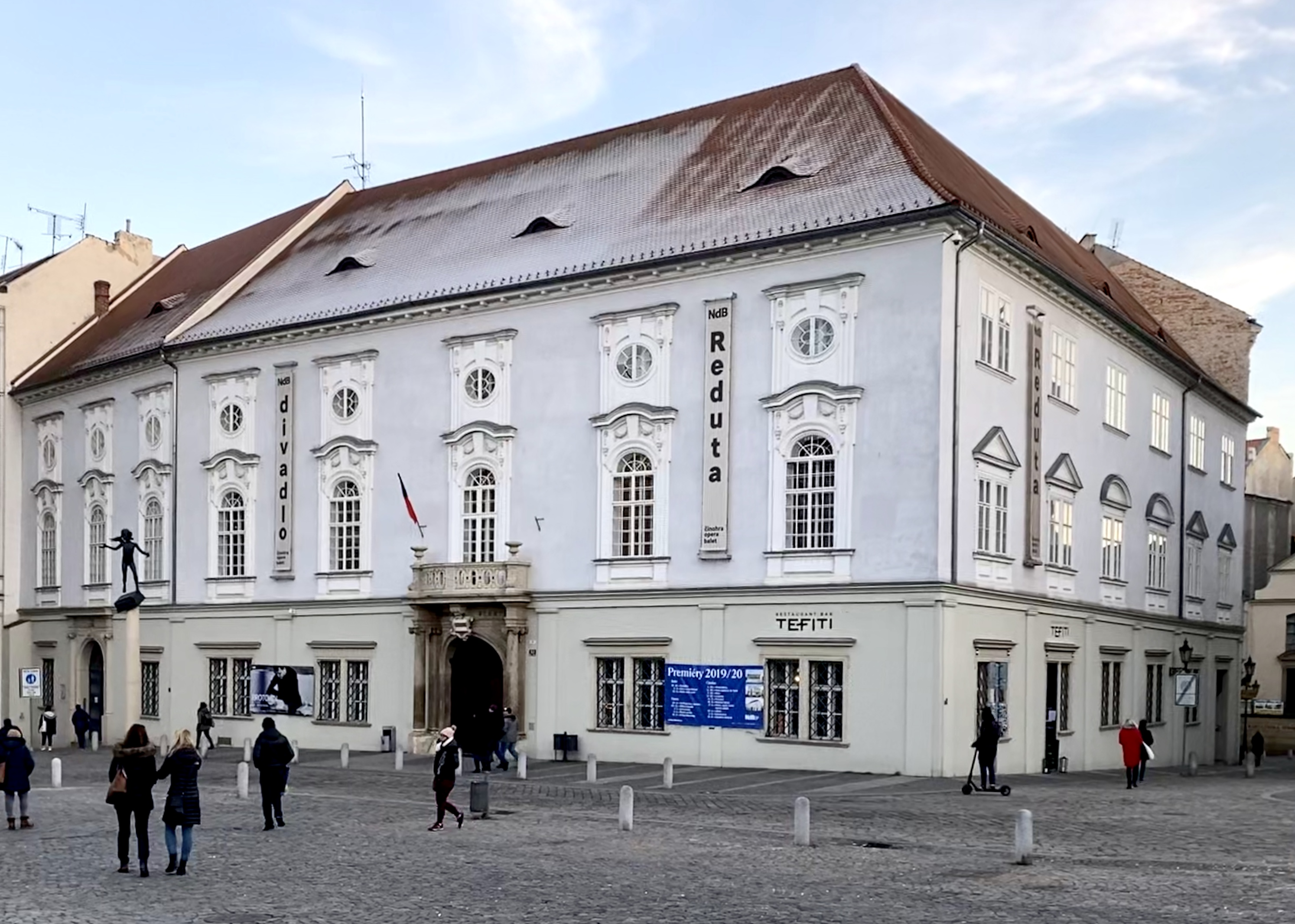
Le Théâtre Reduta en 2020.

## Événements
- x

## Récompenses
- Prix de Rome : Jean-Baptiste Courtonne (troisième prix).

## Naissances
- 4 janvier : Robert Mylne (en) († 5 mai 1811).

## Décès
- 7 décembre : Edward Lovett Pearce (° 1699).